# カンツァーノ
カンツァーノ（イタリア語: Canzano）は、イタリア共和国アブルッツォ州テーラモ県にある、人口約1,900人の基礎自治体（コムーネ）。

## 地理

### 位置・広がり

#### 隣接コムーネ
隣接するコムーネは以下の通り。括弧内のPEはペスカーラ県所属を示す。
- カステッラルト
- チェルミニャーノ
- テーラモ

## 行政

### 分離集落
カンツァーノには、以下の分離集落（フラツィオーネ）がある。
- Piano di Corte, San Martino, Santa Lucia, Santa Maria, Valle Canzano, Sodere, Piano Vomano